# 강성호 (1991년)
강성호(한국 한자: 姜成澔, 1991년 3월 27일 ~ )는 대한민국의 전 축구 선수이며, 포지션은 수비수였다.

## 클럽 경력
2014 K리그 드래프트에서 번외지명으로 FC 안양에 입단하며 프로 선수로서의 커리어를 시작하게 되었다.

## 플레이 스타일
중앙 수비 및 다양한 곳에서 플레이 할 수 있는 선수였다.